# Staatsorchester Rheinische Philharmonie

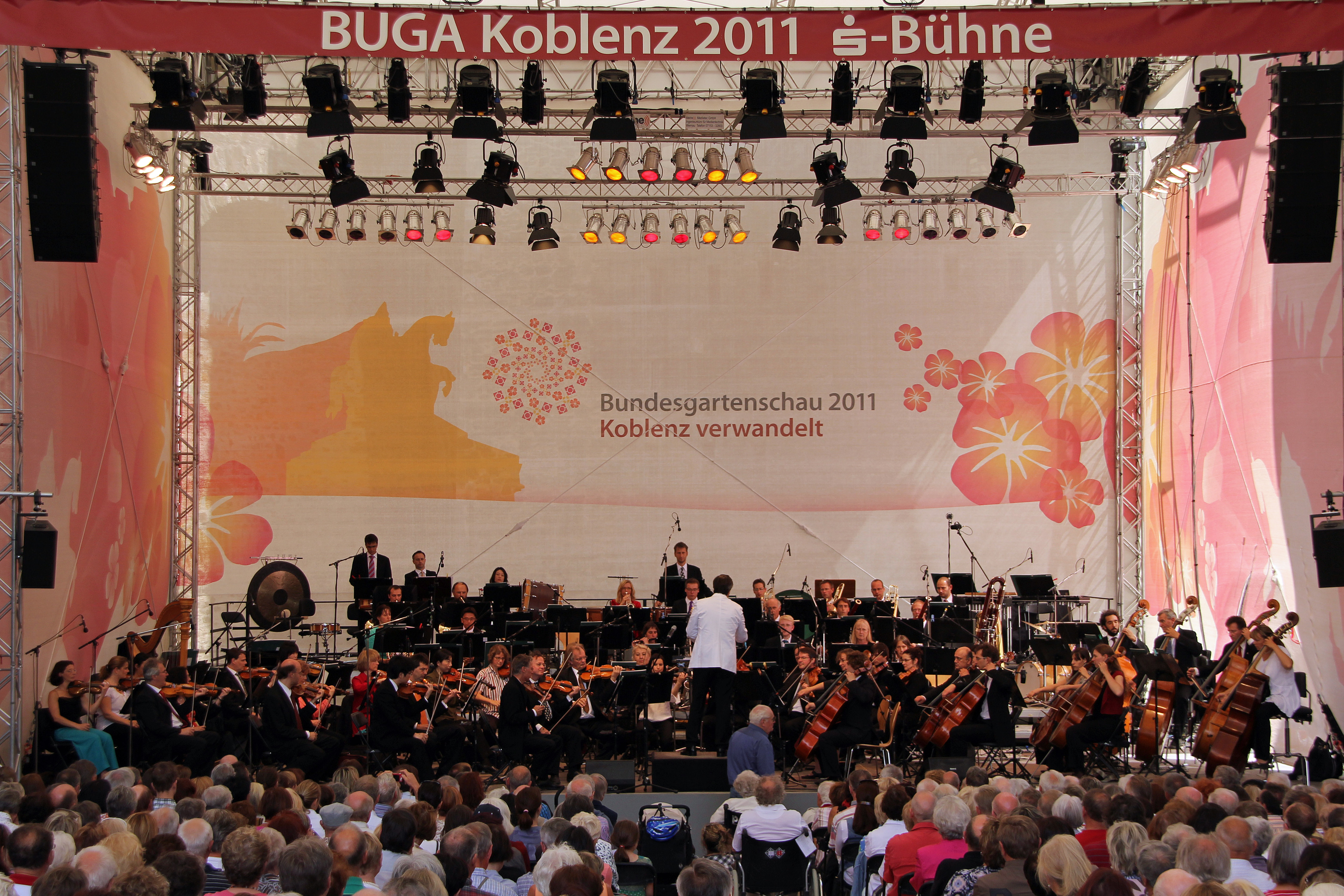
Das Staatsorchester Rheinische Philharmonie auf der Festung Ehrenbreitstein 2011

Das Staatsorchester Rheinische Philharmonie (SRP) mit Sitz in Koblenz ist eines der fünf Sinfonieorchester des Landes Rheinland-Pfalz. Die Wurzeln des SRP reichen zurück bis ins Jahr 1654. Das Orchester gibt Sinfoniekonzerte im nördlichen Rheinland-Pfalz sowie im In- und Ausland. Es ist außerdem zuständig für die Musiktheater-Produktionen des Theaters Koblenz.

## Geschichte

### 1654–1808
Im Jahr 1654 gründete der damalige in Koblenz residierende kurtrierische Fürst Karl Kaspar von der Leyen die Koblenzer Hofkapelle. In der Folge wurde das Koblenzer Orchester unter dem letzten Kurfürsten von Trier, Clemens Wenzeslaus von Sachsen, mit einer Stärke von 49 Musikern zu einem der größten Orchester in Deutschland. Nur die Kapellen in Berlin, Dresden und Mannheim waren größer. Als die französischen Revolutionstruppen im Jahr 1794 Koblenz besetzten, floh der Kurfürst jedoch und der Hofstaat mitsamt der Kapelle löste sich auf. Der Wegfall der Hof- und Kirchenmusik betraf auch die Koblenzer Bürger, denn es hatte bereits seit 1760 öffentliche Konzerte und auch Opernaufführungen gegeben. Zwar verließen nicht alle Musiker die Stadt, doch die regelmäßigen Konzerte, die jetzt in der Gaststätte „Drei Reichskronen“ gegeben wurden, sowie weitere Versuche, die Konzertkultur von bürgerlicher Hand am Leben zu erhalten, waren nicht so erfolgreich, wie erhofft.

### 1808–1900
Die philharmonische Tradition wurde erst mit der Gründung des Musik-Instituts im Jahr 1808 durch den Koblenzer Juristen und Musiker Joseph Andreas Anschuez wieder institutionalisiert. Das Musik-Institut, dessen Aufgabe zunächst die Kirchenmusik war, fungierte in den folgenden ca. 100 Jahren als Arbeitgeber der Koblenzer Orchestermusiker. Neben dem Sinfonieorchester unterhielt es eine Singschule mit Chor. Prominentester Musikdirektor des Instituts war 1865–1866 Max Bruch, der in Koblenz sein berühmtes Violinkonzert Nr. 1 in g-Moll komponierte, das in Koblenz auch seine Uraufführung erlebte.

### 1900–1945
Im Jahr 1901 wurde ein „Philharmonischer Orchesterverein“ gegründet, dessen Ziel es war, in der Residenzstadt Koblenz ein ständiges festes Orchester zu unterhalten. Das ehemalige Kurorchester Bad Kreuznach, das vom Humperdinck-Schüler Heinrich Sauer geleitet wurde, konnte als Orchester für Koblenz verpflichtet werden. Es spielte sowohl Sinfoniekonzerte als auch Opernaufführungen. Im Jahr 1907 allerdings ging das Orchester nach Bonn und wurde zum vorläufigen Sinfonieorchester der Beethovenhalle. Später wurde in Bonn daraus das Beethoven Orchester Bonn. In Koblenz wurde ein neues Orchester gegründet. 1913 wurden die Institutionen Musik-Institut und Philharmonisches Orchester getrennt. Fortan hieß das Orchester „Städtisches Orchester“. Im Jahr 1926 wurden die Positionen des Musik-Direktors des Musik-Instituts, des musikalischen Leiters des Theaters und des Chefdirigenten des Orchesters in einer Person, Erich Böhlke, vereinigt, 1927 wurde Böhlke dann der Titel „Generalmusikdirektor“ verliehen. Böhlke führte das Orchester zu einer Blüte; in dieser Zeit kam es zu einigen Koproduktionen mit dem Bonner Orchester. Nachdem das Jahr 1930 die Auflösung von Oper und Städtischem Orchester mit sich gebracht hatte, sorgten die Musiker selbst für den Erhalt ihres Klangkörpers. Bis 1936, als die Stadt das Orchester, nunmehr in einer Besetzung von nur noch 36 Musikern, wieder übernahm, musizierten sie als „Orchester der Arbeitsgemeinschaft Koblenzer Berufsmusiker“. Auf Befehl des Reichspropagandaministeriums wurde das Orchester 1944 erneut aufgelöst.

### Seit 1945
Nach Beendigung des Krieges, im August 1945, schaltete der Herausgeber des Mittelrhein-Kuriers, Anton Tilmann Veit aus Bad Ems, Anzeigen: er suchte einen Dirigenten und 54 Musiker für ein Philharmonisches Orchester. Das Datum des Probespiels, der 15. September 1945, gilt als das Gründungsdatum der „Rheinischen Philharmonie“. Der neue Name des Orchesters impliziert, was Veits Pläne waren, nämlich die zonenübergreifende Versorgung des gesamten Rheinlandes mit Radiosendungen. Das Orchester war also zunächst ein Rundfunkorchester. Es spielte Sinfoniekonzerte für das Radio und das Musik-Institut Koblenz sowie in den kleineren Städten rund um Koblenz. Als Probensaal dienten teils der Katholische Leseverein und ein Gasthof. Ab 1946 wurde auch das Theater wieder mit Opernproduktionen bespielt.
Nach der Suspendierung A.T. Veits aufgrund von Interessenkonflikten mit der französischen Besatzung und der darauf folgenden Schwerpunktverlagerung des Südwestfunks, der das Studio Koblenz übernommen hatte, hatte das Orchester keinen Arbeitgeber mehr. Bis 1955 stand das Orchester als freiwilliger Verein unter Selbstverwaltung.
Im Jahr 1955 wurde die Rheinische Philharmonie ein eingetragener Verein und erhielt seitdem eine kontinuierliche Unterstützung durch das Land Rheinland-Pfalz. Seither wurden die ca. 65–72 Orchestermusiker nach Tarif bezahlt. Mit der Einweihung der Rhein-Mosel-Halle in Koblenz hat das Orchester seit Ende des Jahres 1962 einen festen Konzertort für große Sinfoniekonzerte. Im Jahr 1970 stieg das Orchester in die Besoldungsklasse B auf und wurde zum 1. Juli 1973 Landesorchester. Seitdem heißt das Orchester „Staatsorchester Rheinische Philharmonie“. 1984 wurde Veit W. Jerger (* 1942 in Wien), Sohn des österreichischen Komponisten, Dirigenten und Musikpädagogen Wilhelm Jerger, Intendant des Staatsorchesters. Probenraum und damit Sitz des Orchesters ist seit 1985 das nach Joseph Görres benannte historische Görreshaus.
1988 wurde der Freundeskreis des Orchesters gegründet, der u. a. die Konzertreihe „Orchesterkonzerte im Görreshaus“ unterstützt.
Im Jahr 2003 wurde im Zuge der rheinland-pfälzischen Orchesterstrukturreform das Staatsorchester von 77 auf 66 Planstellen verkleinert. Die Reform sah zunächst eine noch stärkere Kürzung vor, doch vor allem durch die Bürgerprotestbewegung, die rund 33.000 Unterschriften zusammengebracht hat, konnte dies abgewendet werden.
Im Jahr 2006 wurde die Stiftung Rheinische Philharmonie gegründet, deren Ziel es ist, durch die Finanzierung von Stipendiaten dem Orchester eine kontinuierliche Unterstützung insbesondere bei groß besetzten sinfonischen Werken zukommen zu lassen.

## Das Görreshaus
Sitz des Staatsorchesters Rheinische Philharmonie ist seit 1985 das in der Koblenzer Altstadt gelegene Görreshaus. Das nach Joseph Görres benannte Gebäude wurde 1865 vom Katholischen Leseverein im altdeutsch-neugotischen Stil erbaut. Nach ebenso sachkundiger wie liebevoller Restaurierung zählt es heute zu den schönsten Profanbauten am Mittelrhein. Was den Saal gestalterisch auszeichnet, sind vor allem die Holzverkleidungen und Wandmalereien aus dem 19. Jahrhundert. Es sind Wappen der Bischofssitze und alte Schriftzüge an Wänden und Emporen zu erkennen. Ebenso wie sie sind auch die 4 Kronleuchter im Saal nach alten Fotos rekonstruiert worden.
Der Görressaal ist seit 1985 der Probensaal des Orchesters. Seit dieser Zeit finden auch regelmäßig Konzertveranstaltungen statt. Die hervorragenden klanglichen und ästhetischen Eigenschaften des Großen Saales können Besucher bei den „Orchesterkonzerten im Görreshaus“ und in der Kammermusik-Reihe „Stunde der Philharmonie“ erleben. Auch die Kinderkonzerte finden im Görressaal statt. Um verschiedene Orchesterbesetzungen klanglich entsprechend in Szene setzen zu können, verfügt der Saal über eine flexible Bühne, die verschiedene Aufbauten zulässt. So werden Kammerkonzerte in einem intimeren Rahmen gespielt als Orchesterkonzerte. Der Regieraum auf der Westempore ermöglicht zudem Tonaufnahmen. Das Foyer des Saales wird u. a. vom Chor des Musik-Instituts Koblenz als Probenraum genutzt.
In der unteren Etage des Görreshauses befinden sich die Räume des Orchesterbüros.

## Konzerttätigkeit
Das SRP bestreitet rund 60–70 Konzerte in der Spielzeit. Große Sinfoniekonzerte spielt das Orchester im Rahmen der Anrechtskonzerte des Musik-Instituts Koblenz in der Rhein-Mosel-Halle. Mit den Orchesterkonzerten im Görreshaus gibt es eine eigenveranstaltete Konzertreihe. In den „Koblenzer Konzerten“ hat das SRP von 1996 bis 2008 alle Solokonzerte von Wolfgang Amadeus Mozart aufgeführt. Die Konzerte wurden vom SWR mitgeschnitten. Neben Kammerkonzerten und Kinderkonzerten spielt das Orchester bei Festivals der Region Mittelrhein wie z. B. dem Mittelrhein Musik Festival oder dem Mosel Musikfestival.
Das SRP gibt regelmäßig Konzerte im In- und Ausland. Als Landesorchester für das nördliche Rheinland-Pfalz spielt es regelmäßig in Mayen, Simmern Bad Salzig und Andernach. Gastspiele führen das SRP regelmäßig in die Kölner Philharmonie und die Beethovenhalle Bonn. Im Jahr 1999 stand eine China-Tournee mit Konzerten u. a. in Peking und Shanghai auf dem Spielplan, 2002 tourte das Orchester ins rheinland-pfälzische Partnerland Ruanda. Aktuelle Konzertreisen führten und führen das SRP ins Concertgebouw Amsterdam, das Große Festspielhaus Salzburg sowie nach Italien, Belgien und in die Schweiz. In Ergänzung zum klassischen Konzertangebot bietet die Rheinische Philharmonie mit ihrer Reihe r(h)ein:blicken & entdecken ein umfangreiches konzertpädagogisches Programm für Kinder, Jugendliche und Familien, aber auch für die immer wichtiger werdende Gesellschaftsgruppe der Senioren.

## Operntätigkeit
Das SRP ist für die Bespielung des Theaters der Stadt Koblenz zuständig. Auf dem Spielplan stehen ca. 140 Musiktheatervorstellungen pro Spielzeit. Große Produktionen der letzten Jahre, in denen das Orchester je nach Stärke auf der Bühne platziert wird, waren bzw. sind „Otello“, „Tristan und Isolde“, „Die Walküre“ u. a.

## CD-Produktionen (Auswahl)
Das SRP spielt regelmäßig Werke auf CD ein. Beim Label cpo erschienen Arrangements von Brahms-Werken: Klavierquartett g-Moll op. 25 (arr. v. Arnold Schönberg); Sonate für Klarinette u. Klavier op. 120,1 (arr. v. Luciano Berio), Solist ist Karl-Heinz Steffens. Für OehmsClassics entstand eine CD mit Violinkonzerten von Felix Mendelssohn Bartholdy und Max Bruch sowie der Konzertfantasie C-Dur op. 131 von Robert Schumann. Solist ist Benjamin Schmid. Zuletzt entstanden eine Doppel-CD mit allen Brahms-Symphonien für Twopianists records sowie zwei CD-Produktionen bei Avi music mit der 4. Symphonie von Dmitri Schostakowitsch und mit Konzerten für Violoncello von Goldschmidt, Bloch und Korngold. Solist ist Julian Steckel (Violoncello). Diese CD erhielt den Echo Klassik 2012.
Im Jahr 1988 entstand unter der Leitung von Samuel Friedman eine Produktion der 1. Sinfonie von Joachim Raff, erschienen bei Naxos.

## Leitung
Chefdirigent war von 2017 bis 2022 Garry Walker. Seine Vorgänger waren u. a. Wolfgang Balzer (1972–1975), James Lockhart (1981–1991, seither Ehrendirigent), Christian Kluttig (1991–1998), Shao-Chia Lü (1998–2004) und Daniel Raiskin (2005–2016). Von 2022/23 bis Mai 2025 war Benjamin Shwartz Chefdirigent. Intendant der Rheinischen Philharmonie ist seit 2014 Günter Müller-Rogalla.
Ab Mai 2025 ist Marzena Diakun Chefdirigentin des Orchesters.